# دنان (عمران)
دنان هي إحدى قرى الجمهورية اليمنية. تتبع جغرافيا لمحافظة عمران وإداريًا لمديرية العشة. يبلغ تعداد سكانها 1625 نسمة حسب الإحصاء الذي أجري عام 2004.